# Postumus Cominius Auruncus
Postumus Cominius Auruncus a Római Köztársaság patríciusa. Kétszer viselt consuli hivatalt, i. e. 501-ben és i. e. 493-ban. 

## Élete
I. e. 501-ben őt és Titus Larciust választották consullá. Titus Livius szerint szabin ifjak tréfából lányokat raboltak el, ami majdnem fegyveres zavargássá fajult. Emellett kiderült, hogy rabszolgák a város felgyújtását tervezték. A latin városok Octavius Mamilius, az elűzött római király, Tarquinius sógora vezetésével szövetkeztek Róma ellen, ami nagy nyugtalanságot keltett a városban, ezért első ízben neveztek ki dictatort Cominius consultársa, T. Larcius személyében.  
Másodszor i. e. 493-ban volt consul Spurius Cassius Vecellinus társaként. Hivatali ideje a nép első kivonulására esett. A két consul censust is tartott.
Cominius i. e. 493-ban győzelmet aratott a volscusok ellen. Megfutamított egy antiumi sereget, majd elfoglalta Longula és Pollusca városait. Ostrom alá vette Coriolit és bár az antiumiak megpróbálták felmenteni szövetségesüket, visszaverte őket. Corioli elfoglalásakor különösen Caius Martius Coriolanus tüntette ki magát.
I. e. 488-ban azon consulviselt követek között volt, akit Coriolanushoz küldtek.
Festus egyik hiányos és megbízhatatlannak tartott szövegében azt írja, hogy i. e. 486-ban a tíz néptribunus kezdeményezésére királyi ambíciói miatt máglyán égették meg Spurius Cassius Vecellinust és még kilenc másik tekintélyes szenátort, köztük Cominiust is. A néptribunusok száma azonban csak jóval később nőtt tízre és a felsorolt nevek között consulviselt férfiak is voltak, így a történet nem tűnik hihetőnek.

## Fordítás
- Ez a szócikk részben vagy egészben  a   Postumus Cominius Auruncus című angol Wikipédia-szócikk ezen változatának fordításán alapul.  Az eredeti cikk szerkesztőit annak laptörténete sorolja fel. Ez a jelzés csupán a megfogalmazás eredetét és a szerzői jogokat jelzi, nem szolgál a cikkben szereplő információk forrásmegjelöléseként.

| Elődei: Opiter Verginius Tricostus és Sp. Cassius Vecellinus | Consul i. e. 501 collega: T. Larcius | Utódai: Ser. Sulpicius Camerinus Cornutus és M'. Tullius Longus |

| Elődei: A. Verginius Tricostus Caeliomontanus és T. Veturius Geminus Cicurinus | Consul i. e. 493 collega: Spurius Cassius Vecellinus | Utódai: T. Geganius Macerinus és P. Minucius Augurinus |